# Perturbation cognitive post-chimiothérapie
Les anomalies cognitives post-chimiothérapie, ou parfois chemobrain (de l'anglais), décrivent les troubles cognitifs causés par un traitement chimiothérapeutique. Elles concerneraient 20 à 30 % des patients. Ces troubles ont été découverts initialement chez les patientes atteintes de cancer du sein qui se plaignaient de troubles de la mémoire ou d’autres troubles cognitifs.
L’existence de ces effets a été débattue mais est reconnue depuis les années 2000,. Ces patients continuent d’avoir ces symptômes après la fin de la chimiothérapie. Ces symptômes sont décelés chez les patients traités pour les cancers du sein, les cancers de l’ovaire, les cancers de la prostate, d’autres cancers hormono-dépendants ou des cancers nécessitant une chimiothérapie agressive,.
Cette pertinence clinique s’accroît avec l’amélioration du pronostic des cancers. La sévérité de ces troubles et leurs conséquences dans le fonctionnement des patients reste cependant difficile à quantifier.

## Symptômes
- Troubles de la mémoire visuelle et sémantique[9]. Le test de Buschke peut évaluer ce type de difficultés en mémoire antérograde[10] ;
- troubles de l’attention et de la concentration[9]. Il peut être évalué avec le Trail Making Test et l'évaluation de la fluence verbale[10] ;
- troubles de la coordination motrice[9]. Le test de Groove Pegboard peut être utile pour l'évaluer[10] ;
- trouble de la capacité à être multi-tâche[11].

## Limites
Certains troubles cognitifs et certaines anomalies morphologiques peuvent être observés avant le début de la chimiothérapie, ce qui limite la portée des études,,. Des études longitudinales semblent donc plus appropriées pour évaluer ce phénomène.
Ces troubles peuvent être amplifiés par une radiothérapie crâne entier ou l'anesthésie générale pendant la phase chirurgicale.

### Facteurs confondants
De nombreux autres facteurs peuvent entraîner un impact sur le fonctionnement cognitif :
- la ménopause ;
- une thérapie hormonale ;
- une anesthésie générale ;
- une prédisposition génétique ;
- des effets causés par le cancer lui-même ;
- les effets secondaires de la radiothérapie ;
- des troubles psychologiques associés (un trouble anxieux, une dépression) ;
- une fatigue.

## Incidence
Ces troubles touchent environ 10 à 40 % des patients atteints de cancer du sein avec des taux plus fréquents chez les femmes avant la ménopause et les patients qui reçoivent une forte dose de chimiothérapie.

## Pronostic
Ces symptômes sont de bon pronostic. Ces troubles sont de durée variable. Il y a une amélioration significative dans les 18 mois. Ils disparaissent généralement dans les 4 ans. Certains peuvent durer plus de 10 ans.

## Mécanismes proposés

### Toxicité cellulaire
- Un effet direct sur le cerveau de la chimiothérapie[4] mais la plupart des chimiothérapies ne passent pas la barrière hémato-encéphalique.
- Les hormones, notamment l’œstrogène, pourraient jouer un rôle important car les anomalies cognitives rencontrées  sont proches de celles retrouvées lors de la ménopause. Ces troubles sont plus fréquents chez les femmes avant la ménopause et le fait que ces symptômes puissent être améliorés par les œstrogènes[4]
- Un stress oxydatif pourrait être impliqué[17], notamment avec la doxorubicine[18].
- D’autres théories suggèrent des lésions vasculaires, une inflammation[19], une auto-immunité[19], une anémie, la présence de la version epsilon 4 du gène de l’apolipoprotéine E, des anomalies de la COMT, des défauts de la réparation de l'ADN[9].

### Atteintes des cellules neuronales progénitrices
- Les cellules neurales progénitrices sont particulièrement vulnérables aux effets toxiques des chimiothérapies. Le  5-fluorouracil semble diminuer la viabilité de ces cellules de 55 à 70 % aux concentrations de 1 μM, alors que les cellules cancéreuses n'étaient pas affectées à cette dose[20].  D'autres chimiothérapies comme le BCNU, la cisplatine et la cytarabine ont une toxicité sur ces cellules progénitrices in vivo et in vitro[21]. Ces cellules sont impliquées dans la plupart des divisions cellulaires cérébrales.

### Atteinte de l'hippocampe
Le cyclophosphamide et la doxorubicine sont impliqués dans une diminution des performances mnésiques chez le rat (reconnaissance d'un nouveau lieu et tâche de conditionnement contextuel à la peur) qui serait impliqué avec une diminution des fonctions mnésiques gérées par l'hippocampe avec une diminution de la neurogenèse hippocampique. Dans le groupe traité par cyclophosphamide, on a retrouvé une augmentation de l'inflammation avec une augmentation de l'activation de la microglie au niveau de l'hippocampe. Le 5-FU diminue les taux de BDNF dans l'hippocampe chez le rat. Ceci pourrait entraîner une diminution de la neurogenèse dans cette zone pour laquelle le BDNF est nécessaire, expliquant les troubles de mémoire. Une diminution de la prolifération cellulaire a aussi été montrée avec le méthotrexate.

### Atteinte des fonctions visuelles
On a évoqué des lésions associées aux fonctions cognitives (fonction visuo-spatiales, visuo-motrice, mémoire visuelle),. Le méthotrexate a aussi une toxicité oculaire chez 27 % des patients.

### Anomalies cérébrales
On décèle chez les patients atteint de cancer :
- avant chimiothérapie, une diminution de la substance blanche et une augmentation de l'activation du réseau fronto-pariétal ;
- chez les patients une fois traités, une diminution diffuse de la substance grise et blanche et une diminution de l'hyperactivation frontale ;
- une diminution des volumes de substance blanche et grise, une hypoactivation frontale dans un sous-groupe de patients traités.

On a repéré des anomalies cérébrales chez les patients traités par chimiothérapie,.
On observerait une activation plus large des structures cérébrales en imagerie par résonance magnétique fonctionnelle (IRMf) chez les sujets traités pour un cancer que chez leur jumeau monozygote non traité.

### Traitements impliqués
Les traitements impliqués sont nombreux,,, : 
- la thalidomide ;
- les épothilones comme l’ixabepilone (en) ;
- des alcaloïdes comme la vincristine ou la vinblastine ;
- les taxanes comme le paclitaxel et le docétaxel ;
- les inhibiteurs du protéasome comme le bortézomib ;
- les platines comme la cisplatine, l’oxaliplatine.

## Prise en charge
- Surveillance. Le pronostic est bon sans traitement
- Antioxydants[9]
- Thérapies cognitivo-comportementales[9]
- Méthylphénidate[9],[32]
- Agonistes dopaminergiques[19]
- Modafinil[33],[34]
- Inhibiteurs de la mono-amine oxydase[19]
- Œstrogènes[4]. Ils pourraient être utiles mais risquent d'entraîner une prolifération des cellules cancéreuses.
- Érythropoïétine[9]
- Facteurs de croissance